# University District

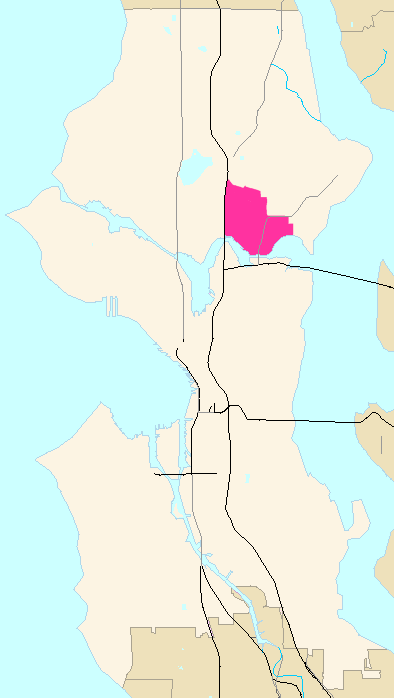
University District binnen Seattle.

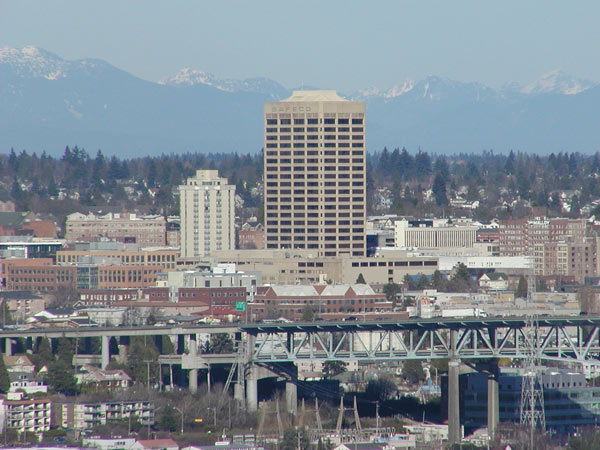
The U District, kijken naar het noordoost van Queen Anne.

The University District (gewoonlijk The U District of The U genoemd) is een buurt in het noordoostelijk deel van Seattle, Washington, zo genoemd omdat de hoofdcampus van de Universiteit van Washington zich daar bevindt.
De noordgrens wordt gevormd door NE 45th Street, de zuidgrens door Portage en Union Bay. De oost- en westgrens zijn minder duidelijk. The U wordt doorkruist door Montlake Boulevard.
Ten noorden van de U District ligt ook nog University Village.
Behalve de campus bevinden zich in The U District ook de University of Washington Medical Center en Husky Stadium, het stadion waar de Huskies, het Americanfootballteam van de universiteit, spelen. Toen de Kingdome gesloopt werd om plaats te maken voor het Qwest Stadium, speelden de Seattle Seahawks in dit stadion.
Er is een winkelstraat, University Way, die door de studenten meestal als "The Ave" (niet te verwarren met University Avenue) wordt aangeduid. Aan deze winkelstraat bevinden zich diverse kroegen, restaurants en winkels zoals The University Bookstore. Het is ook bekend vanwege de koffiebarren.
The U district en The Ave zijn populair bij studenten. Veel beginnende bands in Seattle spelen voor het eerst in deze buurt. Het is in het begin van de 21ste eeuw ook populair geworden bij "indigents", mensen zonder geld, zoals daklozen en werkloze jongeren. Ze worden wel aangeduid met de Ave Rats.
Het U District is een zeer heuvelachtig gebied, zoals een groot deel van Seattle. Het is op de fiets te verkennen via het Burke-Gilman Trail.
Vanaf de Riviera Vista is er een uitzicht op Mount Rainier.